# Avex Trax
avex trax (エイベックス トラックス, Eibekkusu Torakkusu) és el segell principal de la companyia avex. Inaugurada en 1990, aquesta discogràfica és coneguda com una de les més grans de tot Japó, i alberga a nombrosos artistes.

## Sumari
- Setembre de 1990 - inauguració, dedicant-se principalment a música Dance i electrònica.
- 1992 - es crea el logotip oficial del segell, que manté fins al dia d'avui.
- Març de 2002 - es comencen a vendre CCCDs
- Juliol de 2005 - comencen a vendre la seua música a través de botiga virtual iTunes.